# М'язи задньої поверхні стегна
В анатомії людини підколінне сухожилля — це будь-який із трьох задніх м’язів стегна між стегном і коліном (від медіального до латерального: Півперетинчастий м'яз, Півсухожилковий м'яз і Двоголовий м'яз стегна ).  

## Критерії
Загальні критерії будь-яких м’язів задньої поверхні стегна:
1. М'язи повинні виходити з ischial tuberosity[en] .
2. М'язи повинні бути вставлені над колінним суглобом, у великогомілкову або малогомілкову кістки .
3. М'язи будуть іннервуватися великогомілкової гілкою сідничного нерва .
4. М'яз буде брати участь у згинанні колінного суглоба і розгинанні тазостегнового суглоба .

Ті м'язи, які відповідають усім чотирьом критеріям, називаються м'язами задньої поверхні стегна. Великий привідний м’яз досягає лише привідного горбка стегнової кістки, але він відноситься до групи цих м'язів, тому що великогомілкова колатеральна зв’язка колінного суглоба морфологічно є дегенерованим сухожиллям цього м’яза. Зв'язка прикріплюється до медіального надвиростка, в двох міліметрах від горбка аддуктора.

## Структура
Три м’язи задньої поверхні стегна (напівсухожильний, напівперетинчастий, двоголовий м’яз стегна) згинають (згинають) коліно, а всі, крім двоголового м’яза стегна, розгинають (випрямляють) стегно. Три «справжні» м'язи перетинають як тазостегновий, так і колінний суглоби, тому беруть участь у згинанні коліна та розгинанні стегна. Коротка головка двоголового м’яза стегна перетинає лише один суглоб (коліно) і тому не бере участі в розгинанні стегна. З його різним походженням та іннервацією його іноді виключають з характеристики «підколінного сухожилля». 
| м'язи                            | Походження                                                       | Вставка                                                                                 | нерв                                |
| напівсухожилковий                | сідничний горбистість                                            | медіальна поверхня великогомілкової кістки                                              | великогомілкової частини сідничного |
| напівперетинчастий               | сідничний горбистість                                            | медіальний виросток великогомілкової кістки                                             | великогомілкової частини сідничного |
| biceps femoris - довга голівка   | сідничний горбистість                                            | латеральна сторона головки малогомілкової кістки                                        | великогомілкової частини сідничного |
| biceps femoris - коротка голівка | linea aspera і латеральної надвиросткової лінії стегнової кістки | латеральна сторона головки малогомілкової кістки (загальне сухожилля з довгою головкою) | звичайний малогомілковий            |

Частину привідного м’яза іноді відносять до групи цих м'язів. 

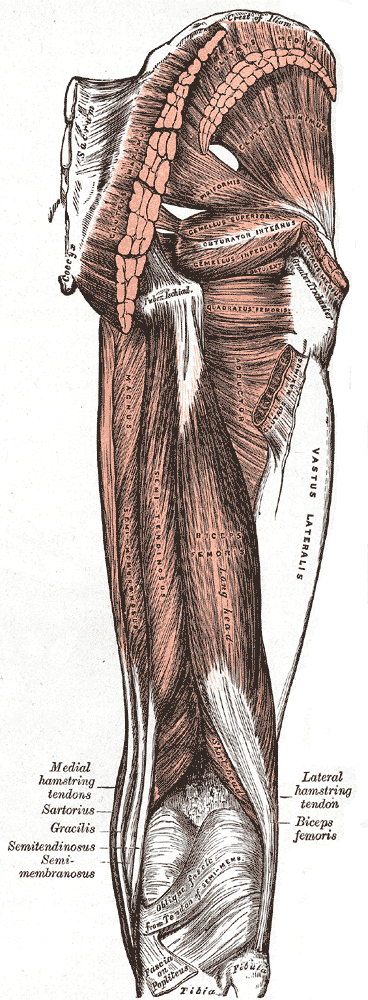
Двоголовий м'яз стегна, напівсухожильний і напівперетинчастий м'язи правої ноги

## Функція
М'язи групи перетинаються і діють на два суглоби – тазостегновий і колінний – і тому їх називають двосуглобовими м’язами .
Напівсухожильний і напівперетинчастий м'язи розширюють стегно при фіксованому тулубі; вони також згинають коліно і медіально (всередину) обертають гомілку, коли коліно зігнуте.
Довга головка двоголового м'яза стегна розширює стегно, як при початку ходьби; як коротка, так і довга головки згинають коліно і латерально (назовні) обертають гомілку, коли коліно зігнуте.
М'язи групи відіграють вирішальну роль у багатьох повсякденних діях, таких як ходьба, біг, стрибки та контроль деяких рухів сідничного м’яза . Під час ходьби вони є найважливішими як антагоністи квадрицепсів у уповільненні розгинання коліна.

## Клінічне значення

### Спортивні бігові травми
Поширена бігова травма в кількох видах спорту, надмірне розтягнення м'язів виникає внаслідок сильного згинання стегна, коли коліно розігнано.   Під час спринту може виникнути травма м'язів групи через надмірне напруження м’язів під час ексцентричного скорочення наприкінці фази маху ноги.   Загальна частота таких травм у спортивних і професійних танцюристів становить близько двох випадків на 1000 годин виступу.  У деяких видах спорту травми м'язів задньої поверхні трапляються в 19% усіх спортивних травм і призводять до середнього періоду відновлення 24 дні. 

### Зображення

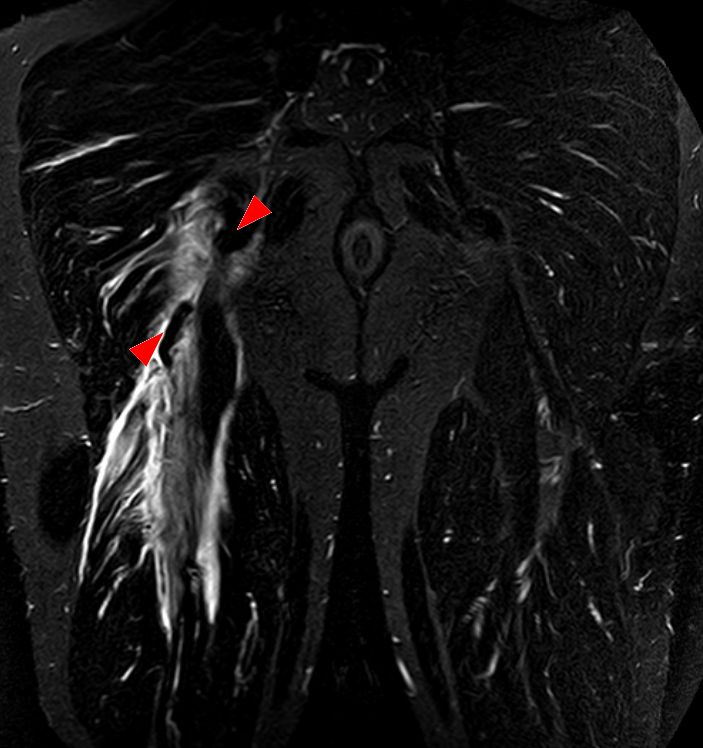
Розрив м’язів підколінного сухожилля на сідничному горбку, який видно на МРТ (коронарна STIR). Наконечники стрілок вказують на бульбу та втягнуту куксу сухожилля. Значна кровотеча навколо та в м’язи.

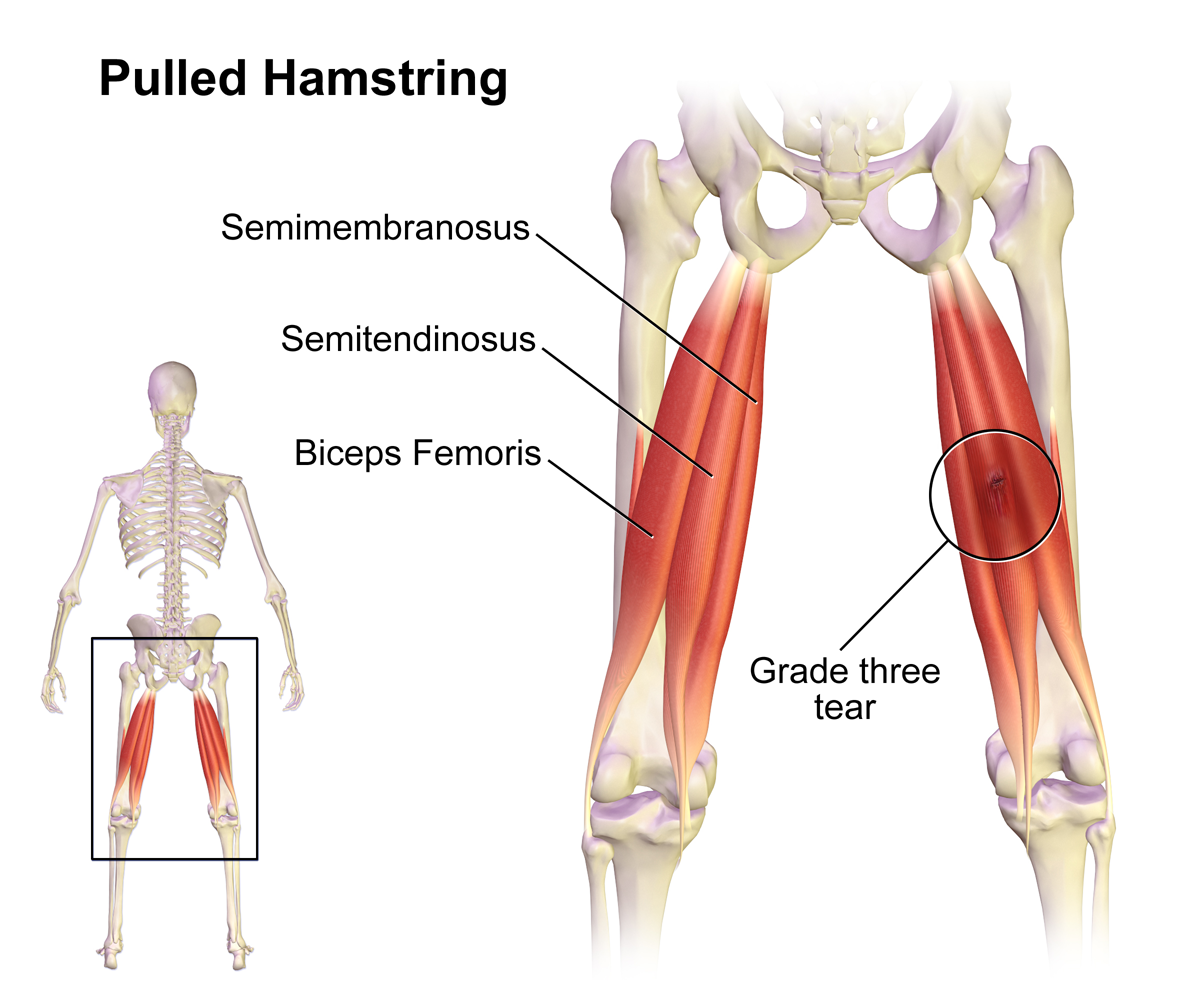
Зображення витягнутого підколінного сухожилля, що показує розташування підколінного сухожилля.

Візуальна діагностика м’язів групи зазвичай виконується за допомогою УЗД та/або МРТ .  Найчастіше ушкоджується двоголовий м’яз стегна, потім напівсухожильний м’яз. Напівперетинчасте пошкодження зустрічається рідко. Візуалізація корисна для визначення ступеня розтягнення, особливо якщо м’яз повністю розірваний.  У цьому налаштуванні можна визначити рівень і ступінь ретракції, що слугує корисною дорожньою картою перед будь-якою операцією. Ті, у кого розтягнення підколінного сухожилля перевищує 60 мм у довжину, мають більший ризик рецидиву. 
Дистальне напівсухожилкове сухожилля є одним із сухожиль, які можна використовувати в хірургічній процедурі реконструкції ACL . У цій процедурі шматочок використовується для заміни передньої хрестоподібної зв’язки (ACL). ACL є однією з чотирьох основних зв’язок коліна, до яких також входять задня хрестоподібна зв’язка (PCL), медіальна колатеральна зв’язка (MCL) і латеральна колатеральна зв’язка (LCL).